# أتوسيبان
أتوسيبان (الأسماء التجارية: تراكتوسيل وأنتوسين وأتوسيبان سن)، هو دواء مثبط لهرموني الأوكسيتوسين والفازوبريسين. يُعطى عن طريق الحقن الوريدي كمضاد للمخاض في حالات المخاض المبكر. طورته شركة فيرينغ للصناعات الدوائية في السويد وذُكِرَ لأول مرة في المؤلفات في عام 1985. رُخِّص الدواء بأشكال خاصة وعامة لتأجيل الولادة المبكرة الوشيكة عند النساء الحوامل البالغات. يُباع الدواء في الهند تحت الاسم التجاري توسيبان من شركة زوفينتوس المحدودة للرعاية الصحية.

## آلية العمل
الأتوسيبان هو ببتيد تساعدي (من مشابهات الديموكسيتوسين) ومضاد تنافسي مستقبلات الفازوبريسين/ الأوكسيتوسين التنافسي. يثبط الأتوسيبان إطلاق الإينوزيتول ثلاثي الفسفات المتواسط بالأوكسيتوسين من غشاء الخلية العضلية. ونتيجةً لذلك، ينخفض تحرير الكالسيوم المخزن داخل الشبكة الساركوبلازمية لخلايا عضلية الرحم ويقل تدفقه من الحيز خارج الخلوي عبر قنوات الشوارد المرتبطة بكمون عمل الغشاء. بالإضافة إلى ذلك، يمنع الأتوسيبان إطلاق الأوكسيتوسين الذي يتم بوساطة البروستاغلاندين إي والبروستاغلاندين إف من الغشاء الساقط.
يعاكس الأتوسيبان في المخاض الباكر تقلصات الرحم ويحث على إرخائه عند استخدامه بالجرعات الموصى بها. يبدأ الأتوسيبان فعاليته بسرعة مسببًا استرخاء الرحم وانخفاض التقلصات في غضون 10 دقائق ليصل الأمر في النهاية إلى استرخاء وسكون الرحم.

## دواعي الاستعمال

### المخاض الباكر
يُوصَى باستخدام الأتوسيبان لتأخير الولادة الباكرة الوشيكة عند النساء البالغات الحوامل مع الأخذ بعين الاعتبار ما يلي:
- تقلصات رحم عادية لمدة لا تقل عن 30 ثانية بمعدل ≥4 لكل 30 دقيقة.
- اتساع عنق الرحم من 1 إلى 3 سم (0 - 3 عند الخروس) وامحائه بمقدار ≥50٪.
- سن الحمل من 24 إلى 33 أسابيع كاملة.
- معدل ضربات قلب الجنين الطبيعي.

### استخدامات أخرى

#### استخدام أتوسيبان بعد الإخصاب المساعد
يعد أتوسيبان مفيدًا في تحسين نتائج الحمل في نقل الأجنة في الإخصاب خارج الرحم (IVF-ET) في المرضى الذين يعانون من المحاولات الفاشلة المتكررة، وقد تحسن معدل الحمل وفق ذلك من صفر إلى 43.7 ٪.
توارد حدوث النزف في الثلث الأول والثاني من الحمل ـكبر لدى السيدات اللاتي استخدمن تقنيات الإخصاب المساعد مقارنةً بالسيدات اللاتي حملن بشكل عفوي. سُجِّلَ من عام 2004 إلى عام 2010 حدوث نزف مهبلي بعد الإخصاب المساعد خلال الثلث الأول من الحمل في 33 حالة مع تقلصات رحمية واضحة، ولم يحدث عند استخدام الأتوسيبان و/أو الريتودرين أي مخاض باكر قبل الوصول بسن الحمل حتى 30 أسبوع.
أظهر التحليل التلوي الأخير تفوق استخدام النيفيديبين (حاصر كلس) على منبهات مستقبلات بيتا 2 الأدرينالية وسلفات المغنيسيوم كمضاد مخاض لدى النساء اللاتي يعانين من المخاض الباكر (20-36 أسبوعً)، ولكنه يُصنَّف ضمن الفئة الثالثة أو سي في تصنيف إدارة الغذاء والدواء الأمريكية للأدوية خلال الحمل، ولذلك لا يُنصح باستخدامه قبل عمر 20 أسبوع أو في الثلث الأول. تدعم التقارير الحديثة استخدام الأتوسيبان حتى في الأعمار الحملية المبكرة لتقليل تواتر انقباضات الرحم وتعزيز نجاح الحمل.

## اليقظة الدوائية
يقدر التعرض التراكمي المحسوب للمرضى على أتوسيبان بعد طرحه للاستخدام في عام 2000 (من يناير 2000 إلى ديسمبر 2005) بنحو 156,468 دورة علاج، ولم يكشف الرصد الروتيني لسلامة الأدوية حتى الآن عن أية مشكلات رئيسية تتعلق بالسلامة.

## شؤون تنظيمية
تمت الموافقة على استخدام الأتوسيبان في الاتحاد الأوروبي في يناير 2000 وطُرِحَ في للاستخدام في أبريل 2000. ووافقت اعتبارًا من يونيو 2007 نحو 67 دولة على استخدام الأتوسيبان باستثناء الولايات المتحدة واليابان. لا تسعى شركة فيرينغ إلى الحصول على موافقة الولايات المتحدة أو اليابان على الأتوسيبان، وإنما تسعى إلى التركيز على تطوير مركبات جديدة يمكن استخدامها في المخاض الباكر العفوي. لم يبقَ التراكتوسيل سوى فترة قصيرة قبل أن يخسر حقوق الملكية لتقرر شركة الأدوية الأم عدم متابعة الترخيص في الولايات المتحدة.